# Balinț (gmina)
Gmina Balinț (/balint͡s/) – gmina w okręgu Temesz w Rumunii, składająca się z wiosek Balinț, Bodo, Fădimac i Târgoviște.